# 카를오토 코흐
카를오토 코흐(독일어: Karl-Otto  Koch, 1897년 8월 2일 ~ 1945년 4월 5일)는 나치 독일의 부헨발트 강제 수용소 및 마이다네크 몰살 수용소 소장을 지낸 인물이며, SS의 요원이다. 최종 계급은 친위대 연대지도자(SS-Standartenführer)이다.

## 생애
1897년에 독일 제국의 다름슈타트에서 태어난 코흐는 처음엔 은행원으로 일했지만 제1차 세계 대전이 발발하자 독일육군에 소집되어 종군하다가 영국군의 포로가 되어 패전 후인 1919년에 석방되었다. 전후 다시 은행업에 종사했던 코흐는 1930년에 나치당에 입당해 친위대원이 되어 1934년에 리히텐베르크의 강제수용소에서 일했다. 1936년에 작센하우젠의 강제수용소 소장으로 취임한 코흐는 1937년에 부헨발트 강제수용소의 소장으로 이동한 후 1941년에 다시 마이다네크 강제수용소의 소장으로 일했다. 코흐는 1936년에 훗날 부헨발트의 마녀라 불린 일제 코흐와 결혼했다. 그녀는 영어로는 마녀를 의미하는 Witch를 영어의 Bitch로 표기하여 부헨발트의 암캐라고도 불리었다. 코흐가 부헨발트의 강제수용소장으로 부임시 일제도 수용소의 감독관이었는데 그녀는 당시 수용소내 잔학행위에 가담하여 수인들을 살해해 그 피부를 벗겨 인피를 책거피로 만들었다.
1941년 12월에 코흐는 마이다네크 강제수용소의 소장으로 이동했지만 1942년 7월 14일에 마이다네크 강제수용소의 소련군 포로 86명의 탈주책임으로 해임되어 8월에 우편경비대의 연락장교로 좌천되었다. 1943년 8월에 코흐는 반항죄 및 업무태만, 공금횡령 및 문서위조의 혐의로 게슈타포에 체포되었다. 이는 1941년부터 코흐의 부정을 조사해오던 요시아스 추 발데크운트피르몬트의 내사결과에 따른 것이었다. 그는 수용소의 처형자 기록에서 이전부터 쭉 치료를 했던 의사 발터 크레머와 조수 카를 파이스의 이름을 찾아냈다. 이 둘은 1941년 11월 6일에 탈주를 계획하다가 처형당했다. 친위대 재판관이던 게오르크 콘라트 모르겐 검사에 의해 진행된 재판에서 코흐는 크레머 의사와 파이스의 살해를 명령했다고 인정했다. 살해 이유는 두 사람이 코흐에게 매독치료를 해 주다가 자신의 성병사실을 외부에 발설하지 않기 위한 입막음으로 죽였다고 했다. 코흐는 이에 극형의 판결이 내려져 미군이 도착하기 일주일 전인 1945년 4월 5일에 부헨발트 수용소에서 총살형에 처해졌다. 한편 그의 아내 일제도 재판을 받았지만 무죄로 풀려났다. 허나 전후 연합군에게 잡혀 실시된 재판에서 전범으로 기소된 일제는 종신형을 선고받은 후 수감 도중 1967년에 옥중에서 목을 매 자살했다.

## 같이 보기
- 일제 코흐